# Josep Martínez Valero
Josep Martínez Valero (València, Espanya, 14 d´octubre de 1911 - Mar del Plata, Argentina, 14 d'octubre de 1963) va ser un boxejador valencià, conegut pels sobrenoms de Tigre d'Alfara o Martínez d'Alfara.
Des de molt xicotet va residir a Alfara del Patriarca en ser adoptat per una amiga íntima de la seua mare morta (María Valero Navarro). Com a boxejador en la categoria de pesos semi-pesats, es va coronar com campió d'Espanya el 1930, després d'un combat celebrat contra el basc Gabiola, a la Plaça de Bous de València. Fon campió nacional semi-pesats des de 1930 fins 1937 ininterrompudament, i també va ser campió d'Europa en la mateixa categoria en l'any 1934, després de derrotar el púgil belga Steyaert en un combat al teatre-circ Olympia de Barcelona.
Partidari del govern de la Segona República Espanyola, va realitzar espectacles benèfics de boxa en benefici del govern republicà durant la Guerra Civil Espanyola (1936-1939). Resident en Alfara durant la contensa bèl-lica, va marxar de gira forçosa a França sense la seua familia, per enfrontaments amb anarquistes del poble el gener de 1937. Després es va anar a l'Argentina, on arribà el gener de 1938. Allà va debutar com a boxejador un 12 de març de 1938, front a Jacinto Invierno. Després de trobar-se amb la seua família a Buenos Aires l'any 1941, finalment va exiliar-se al país sud-americà, on va establir-se definitivament en Mar del Plata, el 1942. A l'Argentina, "El Tigre" va dedicar-se a preparar púgils. (Antonio Cuevas, Vicente "Tito" Yanni, Ubaldo F. Sacco, Rafael Merentino...). En març del 2016, l'Ajuntament de la localitat li inaugurà un carrer després de molts anys silenciat. Des de 2015, té editada una biografia per la Diputació de València, escrita pel veí del poble Francesc Cabo i Alandes.